# Radar trans-orizzontale
Il radar trans-orizzonte sfrutta le proprietà ionosferiche di riflessione delle onde elettromagnetiche per far rilevare oggetti anche oltre l'orizzonte, nonostante siano nascosti dalla curvatura terrestre.